# Ruta Estatal de Nevada 599
La Ruta Estatal de Nevada 599, y abreviada SR 599 (en inglés: Nevada State Route 599) es una carretera estatal estadounidense ubicada en el estado de Nevada. La carretera inicia en el Sur desde la SR 589  hacia el Norte en la I 11  , US 95 . La carretera tiene una longitud de 14 km (8.715 mi).

## Mantenimiento
Al igual que las autopistas interestatales, y las rutas federales y el resto de carreteras estatales, la Ruta Estatal de Nevada 599 es administrada y mantenida por el Departamento de Transporte de Nevada por sus siglas en inglés Nevada DOT.

## Cruces
La Ruta Estatal de Nevada 599 es atravesada principalmente por la  SR 159  I 11  US 95 .